# هيو غرايسون
هيو غرايسون هي رسامة وفنانة وكاتِبة كندية، ولدت في 1984، وتوفيت في 8 فبراير 1995.